# Damian Cichecki
Damian Cichecki (ur. 20 lutego 1966) – polski piłkarz, grający na pozycji pomocnika. Grał m.in. w Odrze Wodzisław Śląski i Szombierkach Bytom.